# Rik De Mil
Rik De Mil (Eeklo, 15 september 1981) is een Belgisch voetbalcoach die van 2015 tot 2023 actief was als jeugdtrainer, assistent-trainer en hoofdtrainer bij Club Brugge. Begin 2024 was De Mil voor drie maanden hoofdtrainer bij KVC Westerlo. Na zijn ontslag vond hij al snel een nieuwe uitdaging bij Sporting Charleroi.

## Trainerscarrière
Na zelf een bescheiden spelerscarrière als doelman in de provinciale reeksen bij KSV Oostkamp en FC Veldegem hing De Mil in 2012 zijn voetbalschoenen aan de haak door aanhoudende knieproblemen. Hij werd vanaf het seizoen 2012/13 hoofdtrainer bij KSV Oostkamp, dat toen uitkwam in de derde provinciale in de provincie West-Vlaanderen. Onder zijn leiding promoveerde Oostkamp twee keer in drie jaar tijd.

### Club Brugge
In 2015 kreeg hij een aanbod van eersteklasser Club Brugge om er jeugdtrainer te worden. Na het vertrek van Sven Vermant naar eersteklasser Waasland-Beveren werd De Mil gepromoveerd tot trainer van de beloftenploeg. In het seizoen 2020/21 maakte hij met deze belofteploeg zijn intrede in Eerste Klasse B, het op één na hoogste niveau van het professionele voetbal in België, onder de naam Club NXT.
Op 18 februari 2021 verving hij Philippe Clement als hoofdcoach van Club Brugge tijdens de Europa League-wedstrijd tegen Dinamo Kiev. Reden hiervoor was een besmettingsgolf van covid-19 waardoor Clement, de trainingsstaf en een aantal basisspelers niet aanwezig konden zijn. De wedstrijd in Kiev eindigde op 1-1. Later werd bekend dat De Mil Clement blijft vervangen tot zeker na de terugmatch tegen Dynamo Kiev.
Voorafgaand aan het seizoen 2022/23 maakte Club Brugge bekend dat De Mil gepromoveerd zal worden naar het eerste elftal, waar hij assistent werd van Carl Hoefkens. Na diens ontslag in december 2022 diende De Mil ook onder Scott Parker, die op zijn beurt slechts drie maanden aan het roer zou blijven bij Club Brugge.
In maart 2023 haalde De Mil zijn UEFA Pro License-trainersdiploma.

### KVC Westerlo
Op 12 december 2023 tekende De Mil een contract bij KVC Westerlo waar hij Jonas De Roeck opvolgde als hoofdcoach. Hij zorgde voor betere resultaten waardoor de club gered was van degradatie, maar kreeg op 19 maart 2024 toch zijn ontslag, naar aanleiding van de salonremise tijdens de laatste wedstrijd van de reguliere competitie tegen KRC Genk. In de laatste speelminuten werd er opzichtig geen voetbal meer gespeeld omdat beide ploegen op het veld tevreden waren met de 1-1 als eindstand. De Turkse eigenaars van Westerlo vonden het een smet op het blazoen van de club dat De Mil dit toeliet.

### Sporting Charleroi
Drie dagen na zijn ontslag vond De Mil al een nieuwe uitdaging bij de Belgische eersteklasser Sporting Charleroi. Hij werd er als hoofdtrainer aangetrokken ter vervanging van de ontslagen Felice Mazzù. Zijn eerste opdracht was de club te redden van degradatie in de nacompetitie. De Mil kreeg een contract voor twee seizoenen.